# Стоффелс, Марианна
Марианна Стоффелс (нидерл. Marianne Stoffels; 1910 — год смерти неизвестен) — бельгийская шахматистка, участница чемпионата мира по шахматам среди женщин (1939), многократная чемпионка Бельгии по шахматам среди женщин (1938, 1939, 1940, 1942, 1944).

## Биография
С конца 1930-х до начала 1940-х годов Марианна Стоффельс была одной из ведущих шахматисток в Бельгии. Она пять раз выигрывала чемпионат Бельгии по шахматам среди женщин: в 1938, 1939, 1940, 1942 и в 1944 годах. Несколько раз участвовала с Антверпенским шахматным клубом «Het schaakbord» в период с 1929 по 1934 год в межклубном шахматном турнире Антверпена «De Zilveren toren». В 1939 году в Буэнос-Айресе приняла участие в турнире за звание чемпионки мира по шахматам, где заняла 16-е место. 